# جايا برادا
جايا برادا (بالتيلوغوية: జయప్రద)‏ هي كاتبة سيناريو وسياسية وممثلة هندية، ولدت في 3 أبريل 1962 في الهند. من الجوائز التي نالتها جائزة فيلم فير جنوب وجوائز ناندي ‏.

## جوائز
- جائزة فيلم فير جنوب
- جوائز ناندي [الإنجليزية]‏

## وصلات خارجية
- جايا برادا على موقع IMDb (الإنجليزية)
- جايا برادا على موقع أول موفي (الإنجليزية)
- جايا برادا على موقع أول موفي (الإنجليزية)
- جايا برادا على موقع إن إن دي بي (الإنجليزية)
- جايا برادا على موقع قاعدة بيانات الفيلم (الإنجليزية)
- جايا برادا على موقع كينوبويسك (الروسية)